# واغارشاک آرزومانیان
واغارشاک آرشاکی آرزومانیان (ارمنی: Վաղարշակ Արշակի Արզումանյան؛  زادهٔ ۱۲ مارس ۱۹۰۰) - درگذشته ۹ مهٔ ۱۹۶۸) هنرمند سیرک و بندباز اهل ارمنستان که از سال ۱۹۱۹ تا ؟ میلادی فعالیت می‌کرد.

## زندگی‌نامه
وی در ۱۲ مارس ۱۹۰۰ در تفلیس به دنیا آمد . وی همچنین برنده جوایزی همچون نشان برجسته افتخار و هنرمند مردمی ارمنستان شوروی (۱۹۶۶) شد. وی در ۹ مه ۱۹۶۸ در سن ۶۸ سالگی در ایروان درگذشت

## یادداشت
1. ↑  կրկեսի դերասան